# Squalodontidae
Gli squalodontidi (Squalodontidae), o delfini con i denti da squalo, sono una famiglia di cetacei estinti, appartenenti agli odontoceti. Vissero tra l'Oligocene e il Neogene, e conobbero la massima espansione tra l'Oligocene superiore e il Miocene inferiore-medio (circa 28 - 15 milioni di anni fa). I loro resti sono stati ritrovati in tutti i continenti, ad eccezione dell'Antartide.

## Descrizione
Questi animali dovevano assomigliare abbastanza a delfini con il rostro allungato. Tuttavia possedevano una dentatura eterodonte (ovvero composta da elementi differenti fra loro), al contrario della maggior parte degli odontoceti. Le dimensioni erano piuttosto grandi, ed erano paragonabili agli attuali mesoplodonti. Le ossa premascellari sul rostro allungato possedevano fosse grandi e leggermente convesse per la presenza di sacchi aeriferi, associati alla presenza di un melone che indicherebbe la possibilità di ecolocazione (Muizon, 2008).

## Classificazione
Gli squalodontidi sono considerati parte del gruppo dei platanistoidi, attualmente rappresentati dai delfini di fiume (Platanistidae). Tra i platanistoidi, gli squalodontidi sono considerati i più basali a causa della loro dentatura eterodonte. Tra i generi noti, i più conosciuti sono Squalodon, Kelloggia, Eosqualodon e Phoberodon, basati su crani parziali o completi. I tratti sinapomorfici della famiglia, tuttavia, risiedono principalmente nell'anatomia dell'orecchio interno e in particolare dell'osso periotico, noto solo in Squalodon. Il carattere monofiletico di questa famiglia di cetacei è stato quindi messo in discussione. Altri generi attribuiti con qualche dubbio agli squalodontidi sono Prosqualodon e Patriocetus (Muizon, 2008).
Il genere Squalodon è stato descritto dal naturalista francese Jean-Pierre Sylvestre de Grateloup nel 1840, sulla base di un frammento di mascella che lo studioso pensava appartenesse a un rettile. Fossili scoperti più tardi, tuttavia, hanno dimostrato che si trattava di un odontoceto. Negli odontoceti esistenti, tuttavia, la dentatura è semplice, con tutti i denti ridotti a forme coniche, indifferenziate. Negli squalodonti i denti sono simili a quelli dei cetacei arcaici, gli Archeoceti, con denti conici anteriormente e denti seghettati a corona bassa posteriormente. Si pensava quindi che tutti gli odontoceti attuali derivassero da queste forme primitive dalla dentatura eterodonte, noti come squalodonti. Nel 1994 venne però descritto un odontoceto basale, Waipatia, che pur essendo imparentato alla lontana con gli squalodonti, non apparteneva a questa famiglia, ma possedeva ancora una dentatura eterodonte. Fu quindi chiaro che i delfini arcaici dalla dentatura differenziata appartenevano a diverse famiglie, e non solo agli squalodonti.